# كولبي أرمسترونغ
كولبي أرمسترونغ هو لاعب هوكي الجليد كندي، ولد في 23 نوفمبر 1982 في لويدمنستر في كندا.

## وصلات خارجية
- كولبي أرمسترونغ على موقع دوري الهوكي الوطني (الإنجليزية)
- كولبي أرمسترونغ على موقع الدوري الأمريكي لهوكي الجليد (الإنجليزية)
- كولبي أرمسترونغ على موقع EliteProspects.com (الإنجليزية)
- كولبي أرمسترونغ على موقع HockeyDB.com (الإنجليزية)
- كولبي أرمسترونغ على موقع Hockey-Reference.com (الإنجليزية)